# Chão Bom
Chão Bom es una localidad caboverdiana del municipio de Tarrafal.

## Geografía
La localidad está situada en la isla de Santiago.

## Organización territorial
La localidad abarca los lugares y barrios de:
- Bela Vista
- Cabeça Carreira
- Campo Trabalho
- Chão de Lavada
- Colunato
- Lém de Tchada
- Lém Ferrera
- Lém Mendes
- Lém Tavares
- Monte de Mosca
- Pecheco
- Perdigoto
- Ponta Ribeira
- Quintal
- Riba Estrada
- Rua d'Horta (Riba d'Horta )
- Teto
- Txan de Nona

## Historia
Al norte de la aldea se encuentra la Colonia Penal de Tarrafal, un tristemente célebre campo de concentración, donde se encarcelaba a  los enemigos políticos del régimen dictatorial de Salazar. A esta colonia penal fueron enviados los primeros prisioneros (157) el 29 de octubre de 1936, de los que fallecieron 40. El  primero en morir fue Pedro de Matos Filipe el 20 de septiembre de 1937. Fue cerrado en 1954, y fue reabierto en 1961, para albergar a presos políticos africanos.